# Lewis County (Idaho)
Lewis County ist ein County im Bundesstaat Idaho der Vereinigten Staaten. Der Verwaltungssitz (County Seat) ist Nezperce.

## Geographie
Das County liegt im Nordwesten von Idaho, ist im Westen etwa 20 km von Washington und Oregon entfernt, hat eine Fläche von 1243 Quadratkilometern, wovon zwei Quadratkilometer Wasserfläche sind und grenzt im Uhrzeigersinn an folgende Countys: Nez Perce County, Idaho County und Clearwater County.

## Geschichte
Lewis County wurde am 3. März 1911 aus Teilen des Lewis County gebildet. Benannt wurde es nach Meriwether Lewis, einem US-amerikanischen Entdecker, Soldaten und Verwaltungsbeamten.
3 Bauwerke und Stätten des Countys sind im National Register of Historic Places eingetragen.

## Demografische Daten
Nach der Volkszählung im Jahr 2000 lebten im Lewis County 3.747 Menschen in 1.554 Haushalten und 1.050 Familien. Die Bevölkerungsdichte betrug 3 Personen pro Quadratkilometer. Ethnisch betrachtet setzte sich die Bevölkerung zusammen aus 92,21 Prozent Weißen, 0,35 Prozent Afroamerikanern, 3,84 Prozent amerikanischen Ureinwohnern, 0,43 Prozent Asiaten, 0,08 Prozent Bewohnern aus dem pazifischen Inselraum und 0,93 Prozent aus anderen ethnischen Gruppen; 2,16 Prozent stammten von zwei oder mehr Ethnien ab. 1,89 Prozent der Bevölkerung waren spanischer oder lateinamerikanischer Abstammung.
Von den 1.554 Haushalten hatten 27,5 Prozent Kinder unter 18 Jahren, die bei ihnen lebten. 57,8 Prozent davon waren verheiratete, zusammenlebende Paare. 32,4 Prozent waren keine Familien. 28,1 Prozent waren Singlehaushalte und in 14,5 Prozent lebten Menschen mit 65 Jahren oder älter. Die Durchschnittshaushaltsgröße betrug 2,39 und die durchschnittliche Familiengröße war 2,92 Personen.
25,4 Prozent der Bevölkerung waren unter 18 Jahre alt, 5,3 Prozent zwischen 18 und 24 Jahre, 23,8 Prozent zwischen 25 und 44 Jahre, 27,1 Prozent zwischen 45 und 64 Jahre. 18,5 Prozent waren 65 Jahre oder älter. Das Durchschnittsalter betrug 42 Jahre. Auf 100 weibliche Personen kamen 101,9 männliche Personen. Auf 100 Frauen im Alter von 18 Jahren und darüber kamen 98,2 Männer.
Das jährliche Durchschnittseinkommen der Haushalte betrug 31.413 USD, das Durchschnittseinkommen der Familien 37.336 USD. Männer hatten ein Durchschnittseinkommen von 31.021 USD, Frauen 22.538 USD. Das Prokopfeinkommen betrug 15.942 USD. 8,7 Prozent der Familien und 12,0 Prozent der Einwohner lebten unterhalb der Armutsgrenze.

## Orte im County
- Clicks
- Craig Junction
- Craigmont
- Fletcher
- Forest
- Kamiah
- Kippen
- Mohler
- Morrow
- Nezperce
- Reubens
- Slickpoo
- Winchester